# Bulungʻur
Bulungʻur (uzb. cyr.: Булунғур; ros.: Булунгур, Bułungur) – miasto we wschodnim Uzbekistanie, w wilajecie samarkandzkim, siedziba administracyjna tumanu Bulungʻur. W 1989 roku liczyło ok. 21 tys. mieszkańców. Ośrodek przemysłu mleczarskiego.
Miejscowość otrzymała prawa miejskie w 1973 roku. W latach 1930–91 nosiła nazwę Krasnogvardeysk (Krasnogwardiejsk).